# Воробйово (Гагарінський район)
Воробйово (рос. Воробьёво) — присілок Гагарінського району Смоленської області Росії. Входить до складу Акатовського сільського поселення.
Населення — 31 особа (2007 рік).